# Polyacrylaat
Polyacrylaat is een polymeer met een superabsorberend vermogen. Wanneer bij deze stof een vloeistof wordt toegevoegd kan het polymeer tot 1000x zijn eigen volume aan zuiver water opnemen. Er ontstaat een geleiachtige vaste massa met een veel hogere massadichtheid dan de toegevoegde vloeistof.  
De bekendste toepassing van polyacrylaat is de inhoud van luiers en maandverband als vasthouder voor de urine of het bloed; de stof wordt ook gebruikt in onder meer potgrond, cosmeticaproducten, kabelmantels en schoenen.